# La Méaugon
La Méaugon település Franciaországban, Côtes-d’Armor megyében. Lakosainak száma 1326 fő (2022. január 1.). La Méaugon Trémuson, Plerneuf, Ploufragan és Saint-Donan községekkel határos.

## Népesség
A település népességének változása:
| Lakosok száma | 550  | 785  | 993  | 1256 | 1292 | 1279 | 1292 | 1326 | 1331 | 1326 |
|               | 1968 | 1982 | 1990 | 2006 | 2013 | 2015 | 2017 | 2019 | 2020 | 2022 |